# 러시아어 로마자 표기법
러시아어를 로마자로 표기하는 방법에는 여러가지가 있다. 학계에서는 오랫동안 학술 전자법을 사용해 왔으며 이에 기초하여 만들어진 러시아의 국가표준(러시아어: ГОСТ)은 유엔에서 공식적으로 채택되어 사용되고 있다. 마찬가지로 학술 전자법에 기초하여 국제 표준화 기구에서는 모든 키릴 문자로 된 텍스트를 전자할 수 있는 표준안을 제정하였다. 이외에도 로마자를 사용하는 언어권에서는 각각 나름의 로마자 전자법을 가지고 있다. 그 대표적인 예로 영미권에서 사용되는 ALA-LC 전자법과 BGN/PCGN 전자법이 있다.

## 러시아어 로마자 전자법

### 학술 전자법
학술 전자법은 언어학 분야에서 한 세기 이상 사용된 전자법으로 ISO 전자법의 기초가 되었다.

### ALA-LC
미국 도서관 협회(American Library Association)와 미국 국회 도서관(Library of Congress)에서 제정한 표기법이다.

### BGN/PCGN
미국의 Board on Geographic Names 와 영국의 Permanent Committee on Geographical Names for British Official Use에서 제정된 표기법이다. 영미권의 대중매체에서 널리 사용되며, 영어식으로 간략화해서 표기하는 경향이 있다. 키릴 문자 'ë'를 'yo'로 쓰거나 '-iy', '-yy'로 전자해야 할 것을 '-y'로 줄이고, 'ъ'와 'ь'는 생략하는 것 등이 그러하다. 추가적인 기호 없이 영어에서 사용되는 단순한 알파벳만을 사용하는 것이 특징이다.

### GOST 16876-71
러시아의 국가표준 16876-71 (1983) (GOST, 러시아어: ГОСТ)은 학술 전자법에 기초한 것으로 키릴 문자 'х'를 표기하는 방법이외에는 거의 동일하다. 유엔에서 1987년 공식적으로 채택되었다.

### ISO 9
ISO 9: 1995는 국제 표준화 기구에서 제정한 것으로 학술 전자법에 기초하여 만들어졌다. 키릴 문자 한 글자를 라틴 문자 한 글자로 대응시킴으로써 원래의 모습을 충실히 반영하고 손실없이 복구할 수 있도록 해 주는 전자법이다. 이러한 전자법은 러시아어에만 해당되는 것이 아니다. 언어에 관계없이 모든 키릴 문자로 기록된 텍스트를 로마자로 표기하는 데 적용된다.

## 전자법 비교표
| 키릴 문자        | 학술   | GOST   | ISO 9 | ALA-LC | BGN/PCGN |
| ---------------- | ------ | ------ | ----- | ------ | -------- |
| А а              | a      | a      | a     | a      | a        |
| Б б              | b      | b      | b     | b      | b        |
| В в              | v      | v      | v     | v      | v        |
| Г г              | g      | g      | g     | g      | g        |
| Д д              | d      | d      | d     | d      | d        |
| Е е              | e      | e      | e     | e      | e, ye†   |
| Ё ё              | ë      | ë      | ë     | ë      | ë, yë†   |
| Ж ж              | ž      | ž      | ž     | zh     | zh       |
| З з              | z      | z      | z     | z      | z        |
| И и              | i      | i      | i     | i      | i        |
| Й й              | j      | j      | j     | ĭ      | y        |
| К к              | k      | k      | k     | k      | k        |
| Л л              | l      | l      | l     | l      | l        |
| М м              | m      | m      | m     | m      | m        |
| Н н              | n      | n      | n     | n      | n        |
| О о              | o      | o      | o     | o      | o        |
| П п              | p      | p      | p     | p      | p        |
| Р р              | r      | r      | r     | r      | r        |
| С с              | s      | s      | s     | s      | s        |
| Т т              | t      | t      | t     | t      | t        |
| У у              | u      | u      | u     | u      | u        |
| Ф ф              | f      | f      | f     | f      | f        |
| Х х              | x (ch) | h (ch) | h     | kh     | kh       |
| Ц ц              | c      | c      | c     | t͡s     | ts       |
| Ч ч              | č      | č      | č     | ch     | ch       |
| Ш ш              | š      | š      | š     | sh     | sh       |
| Щ щ              | šč     | šč     | ŝ     | shch   | shch     |
| Ъ ъ              | ″      | "      | ″     | ″*     | ”        |
| Ы ы              | y      | y      | y     | y      | y        |
| Ь ь              | ′      | '      | ′     | ′      | ’        |
| Э э              | è      | è (ė)  | è     | ė      | e        |
| Ю ю              | ju     | ju     | û     | i͡u     | yu       |
| Я я              | ja     | ja     | â     | i͡a     | ya       |
| 1917년 이전 문자 |        |        |       |        |          |
| І і              | i      | ĭ      | ì     | ī      | –        |
| Ѳ ѳ              | f      | ḟ      | f̀     | ḟ      | –        |
| Ѣ ѣ              | ě      | ě      | ě     | i͡e     | –        |
| Ѵ ѵ              | i      | ẏ      | ỳ     | ẏ      | –        |
| 19세기 이전 문자 |        |        |       |        |          |
| Ѕ ѕ              | –      | –      | –     | –      | –        |
| Ѯ ѯ              | –      | –      | –     | –      | –        |
| Ѱ ѱ              | –      | –      | –     | –      | –        |
| Ѡ ѡ              | –      | –      | –     | –      | –        |
| Ѫ ѫ              | –      | –      | ǎ     | –      | –        |
| Ѧ ѧ              | –      | –      | –     | –      | –        |
| Ѭ ѭ              | –      | –      | –     | –      | –        |
| Ѩ ѩ              | –      | –      | –     | –      | –        |

참고
* ALA-LC: ъ는 단어 끝에서는 로마자로 표기하지 않는다.
† BGN/PCGN: 'ye'와 'yë'는 단어 첫소리와 모음 뒤에 й, ъ, ь 가 쓰일 경우 반모음 /j/ 발음을 표기하기 위한 것이다.

## 같이 보기
- 가짜 키릴 문자